# Мези

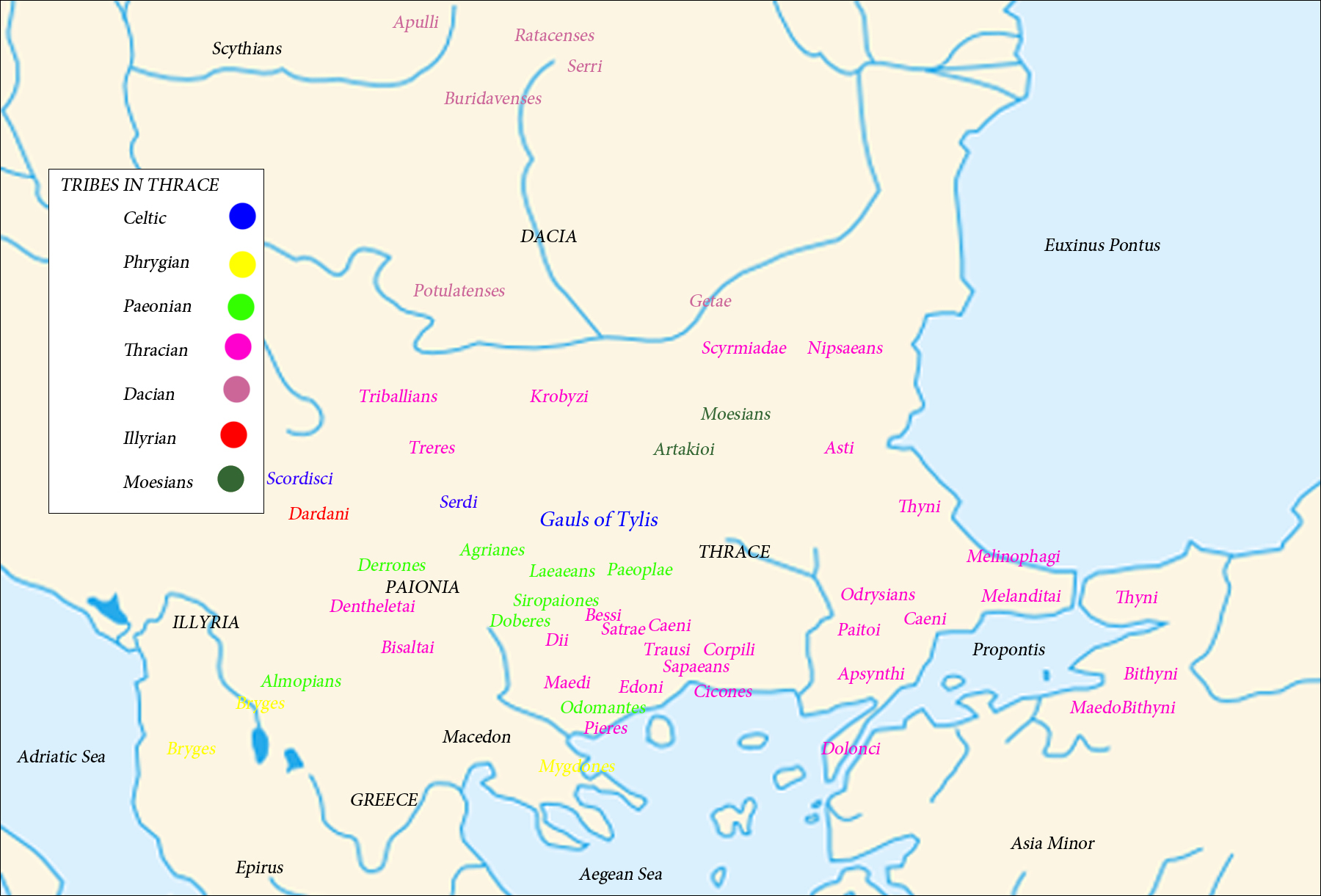
Області розселення племен у Фракії, з мезами «moesians» (позначені темно-зеленим

Мези, мізи, міси, мезійці, мізійці (лат. Moesi, грец. Μυσοί) — група фракійських племен, котрі мешкали у першому тисячолітті до н. е. на території між Нижнім Дунаєм і Балканськими горами. У сучасній географії ареал розселення мезів приблизно відповідає сербській долині Тимок поблизу Залізних Воріт на р. Дунаї, Північна Болгарія і далі причорноморсько-степова Добруджа за винятком давньогрецької колонії Томи. Страбон мову мезів вважав спорідненою з фригійською мовою, змішаною з лідійською мовою. Від них область на північному заході отримала назву «Мезія».

## Ідентифікація
Середньовічні візантійські письменники широко використовували назву мезів для опису болгар. Це ототожнення сталося не тільки тому, що болгари між VI і VIII століттями зайняли їхні землі, але і внаслідок тісного сусідства в більш віддаленому минулому. У XIII столітті в «Житії святого Клементина» говориться, що «мізи європейські» (так у своїй праці автор іменує болгар), будучи відкинутими Олександром Македонським на північ, повернулися і зайняли всі Балкани. Походи слов'ян проти Візантії середньовічні і болгарський хроністи розцінювали як повернення народу на землі своєї давньої прабатьківщини.